# Outra Vez (álbum de João Pedro Pais)
Outra Vez é o segundo álbum de estúdio a solo do cantor português João Pedro Pais.
 Foi lançado em 1999 pela editora Valentim de Carvalho. Foi Disco de Platina.

Contém 12 faixas, das quais se destacam "Nada de nada" "Até nunca mais" e "Mentira". Todas as canções são assinadas pelo cantor.
"Nada de nada" viria a ser escolhido para fazer parte do álbum Lado a Lado, de 2006, um trabalho partilhado com a cantora portuguesa Mafalda Veiga.

## Faixas
1. "Nada de nada" (João Pedro Pais)
2. "Até nunca mais" (João Pedro Pais)
3. "Deixa cair" (João Pedro Pais)
4. "Ternura" (João Pedro Pais)
5. "Mentira" (João Pedro Pais)
6. "Corri" (João Pedro Pais)
7. "Foi bom" (João Pedro Pais)
8. "Perdido" (João Pedro Pais)
9. "Não quero ver-te a chorar" (João Pedro Pais)
10. "Tão perto" (João Pedro Pais)
11. "Mais uma vez" (João Pedro Pais)
12. "Preço certo" (João Pedro Pais)